# Кућа архитекте Милана Злоковића
Кућа архитекте Милана Злоковића се налази у Београду, на територији градске општине Врачар. Подигнута је 1927. године и представља непокретно културно добро као споменик културе.
Кућу је за своје потребе и по сопственом пројекту саградио архитекта Милан Злоковић (1898-1965). Пројекат ове куће представља антиципацију модернистичког покрета у српској архитектури између два рата. Као један од оснивача Групе архитеката модерног правца, приближавање модернистичком схватању архитектуре остварено је применом тзв. „слободног плана“, рационалном концепцијом безорнаменталне кубичне структуре и динамичним компоновањем маса. Карактеристичан детаљ у спољној обради представљају лучни отвори на фронту приземне зоне и рељефи у пољима између прозора спрата.
У кући се чува богата заоставштина Милана Злоковића.